# دردویل: مرد بدون ترس (بازی ویدئویی)
دردویل: مرد بدون ترس (به انگلیسی: Daredevil: The Man Without Fear) یک بازی ویدئویی در ژانر اکشن و ماجراجویی است که قرار بود در سال ۲۰۰۴ برای پلی استیشن ۲ و ایکس باکس عرضه شود. اما این بازی به صورت ناقص رها شد و فایل ناقص در سال ۲۰۲۳ لو رفت. در حالی که نصف مراحل هنوز طراحی نشده بود. این بازی اقتباس از شخصیت دردویل به نویسندگی فرانک میلر می‌باشد. پس از انتشار این بازی، توسط گیمرهای جوان و یوتیوبرها مورد توجه قرار گرفت تا حدی از آن استقبال شد.